# Anne-Marie Keding

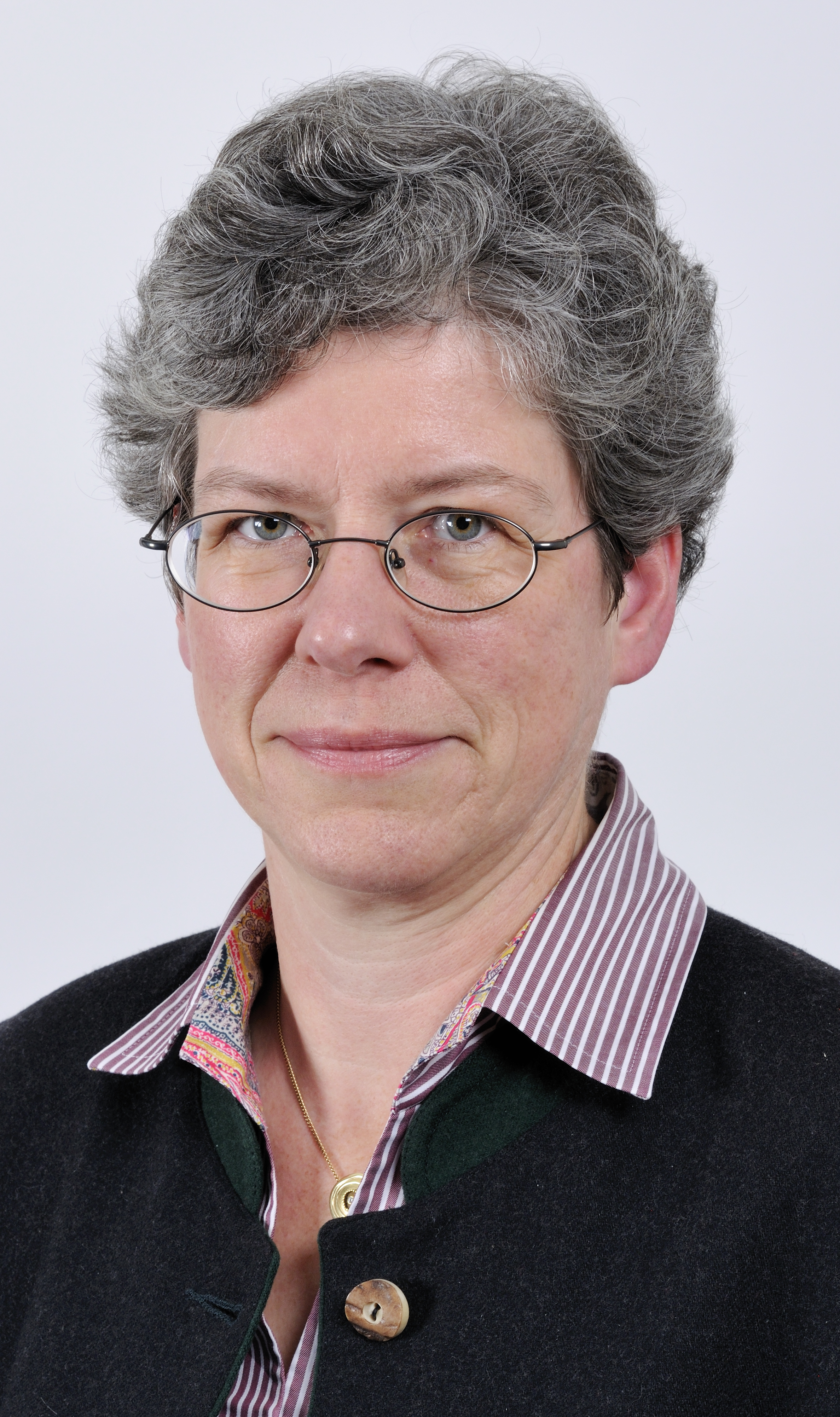
Anne-Marie Keding (2012)

Anne-Marie Keding (* 15. März 1966 in Liebenau) ist eine deutsche Politikerin (CDU). Sie war von 2016 bis 2021 Ministerin für Justiz und Gleichstellung des Landes Sachsen-Anhalt. Seit 2021 ist sie Abgeordnete im Landtag von Sachsen-Anhalt und Vizepräsidentin des Landtages.

## Leben und Beruf
Keding studierte Jura in Freiburg im Breisgau und München, danach leistete sie ihren Referendardienst am Landgericht Stade ab. 1994 trat sie in die Landesverwaltung von Sachsen-Anhalt ein. Sie war zunächst im Regierungspräsidium Magdeburg tätig und wechselte später ins Innenministerium und ins Umweltministerium. Ab 2002 arbeitete sie im Ministerium für Landwirtschaft und Umwelt und stieg dort bis zur Abteilungsleiterin mit Verantwortung für die Bereiche Landwirtschaft, Gentechnik und Berufliche Bildung auf.
Anne-Marie Keding ist verheiratet und hat zwei Kinder.

## Politik
Keding ist seit 1985 Mitglied der CDU. Zeitweise gehörte sie dem Magdeburger Stadtrat an.
Am 18. Mai 2011 wurde Keding als Nachfolgerin von Jürgen Stadelmann zur Staatssekretärin im von Hermann Onko Aeikens (CDU) geführten Landwirtschafts- und Umweltministerium des Landes Sachsen-Anhalt ernannt (Kabinett Haseloff I).
Vom 25. April 2016 bis 6. Juli 2021 war sie Ministerin für Justiz und Gleichstellung in Sachsen-Anhalt.
Im September 2017 verschwieg sie dem Landtag, dass die Ermittlungen im Fall Oury Jalloh kurz vor der Einstellung standen, obwohl sie dies zu diesem Zeitpunkt gewusst hatte.
Bei der Landtagswahl in Sachsen-Anhalt 2021 wurde Keding über das Direktmandat im Landtagswahlkreis Magdeburg III in den Landtag gewählt. Am 6. Juli 2021 wurde sie vom Landtag von Sachsen-Anhalt zur Vizepräsidentin des Landtages gewählt.